# 聖馬太教堂 (羅茲)

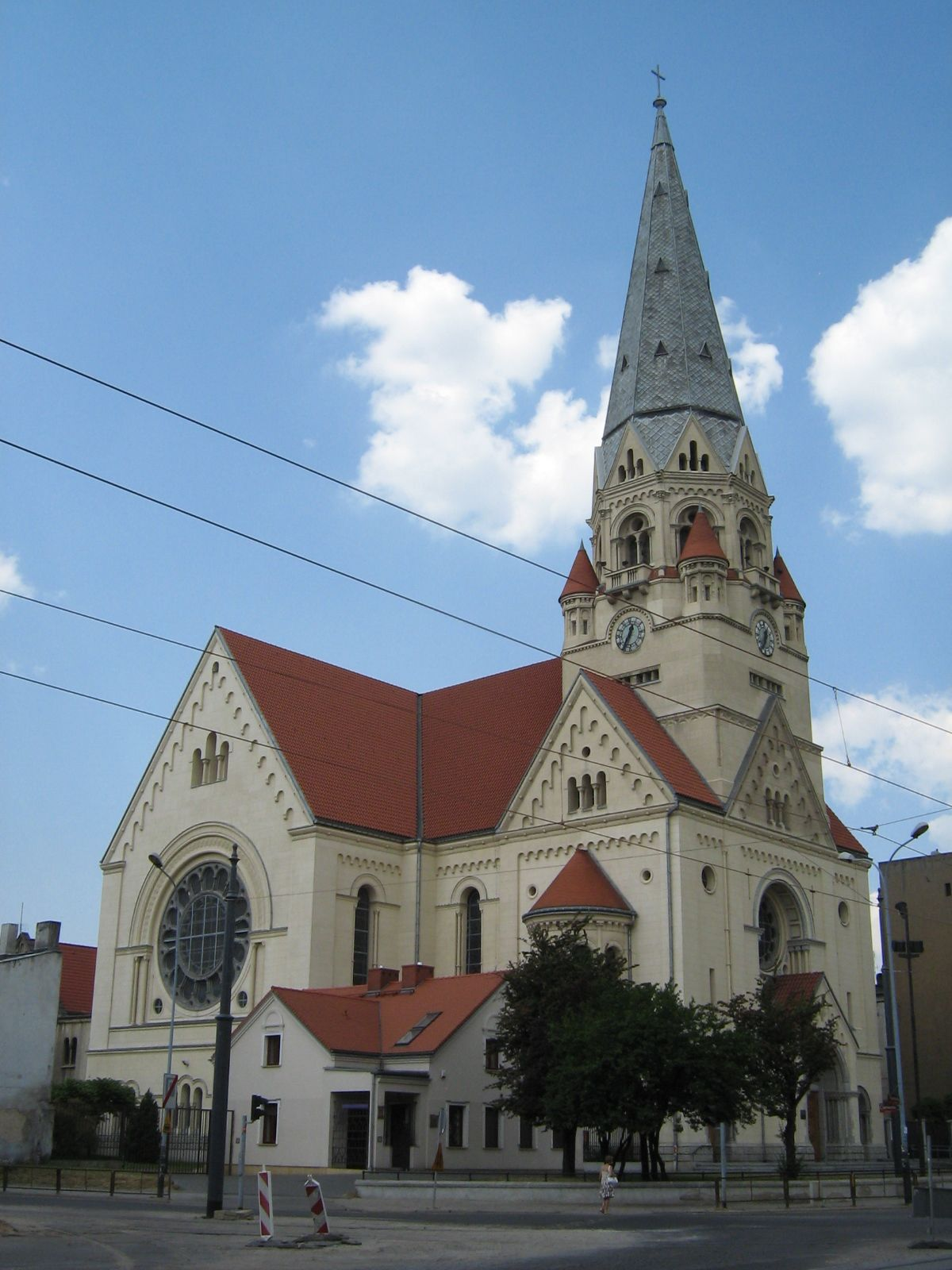
聖馬太教堂

聖馬太教堂（St. Matthew’s Church）是波蘭城市羅茲的一座信義宗的教堂。現在這座教堂是羅茲唯一的信義宗教堂。聖馬太教堂也是羅茲第一座信義宗的教堂。2017年，教堂舉辦儀式，紀念宗教改革500週年。聖馬太教堂也经常用作音樂會場地。 